# Stadtbibliothek Ulm
Die Stadtbibliothek Ulm ist die älteste öffentliche Kulturinstitution der Stadt Ulm. Sie wurde 1516 gegründet und ist eine der ältesten öffentlichen Bibliotheken Deutschlands. Sie besteht aus der Zentralbibliothek mit Kinderbibliothek und vier Stadtteilbibliotheken in Böfingen, in der Ulmer Weststadt, am Eselsberg und in Wiblingen. Außerdem betreibt sie seit 1961 eine Fahrbibliothek. Die Zentralbibliothek ist seit 2004 in dem von Gottfried Böhm entworfenen pyramidenförmigen Glasbau in der Ulmer Altstadt untergebracht.

## Geschichte

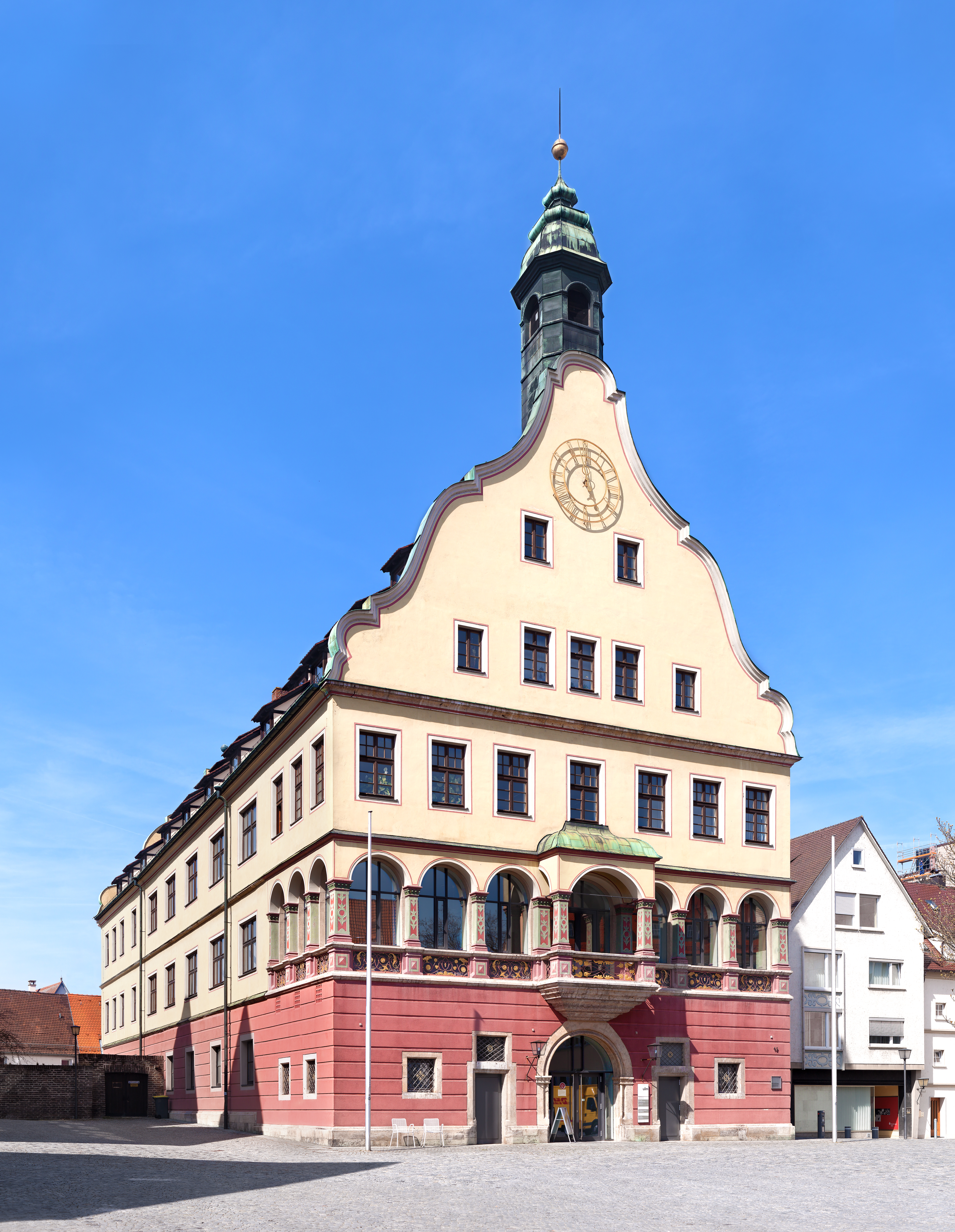
Das 1954 neu errichtete Schwörhaus

Die Geschichte der Ulmer Stadtbibliothek reicht bis ins 16. Jahrhundert zurück. Seit dem 17. Jahrhundert berichten Historiker über die Bibliothek, darunter Martin Gerbert, der sie in seinem Reisebericht Iter Allemannicum (Reisen durch Alemannien) beschrieb, und Philipp Wilhelm Gercken. Auf Martin Gerberts Bericht gründete sich das Missverständnis, die Bibliothek sei bereits im 15. Jahrhundert gegründet worden. Seine Aussage, es habe um diese Zeit bereits eine Bibliothek in Ulm gegeben, bezieht sich allerdings auf die Privatbibliothek des Pfarrers Heinrich Neithart (um 1375–1439). Neithart hatte eine Kapelle für das Ulmer Münster gestiftet, in dessen nördlichem Chorturm nach seinem Tod im Jahr 1439 eine 300 Handschriften umfassende Sammlung aufbewahrt wurde. Sie blieb allerdings eine der Familie Neithart vorbehaltene Privatbibliothek, die erst 1658 der Stadt vermacht wurde, als die Ulmer Stadtbibliothek bereits gegründet war, und kann deshalb nicht als die erste öffentliche Bibliothek Ulms gelten.
Die Ulmer Stadtbibliothek wurde am 1. April 1516 gegründet, als der Nachlass des Juristen und Münsterpfarrers Ulrich Krafft in öffentlichen Besitz überging. Ursprünglich war die Bibliothek für Kraffts Nachfolger als Pfarrer gedacht, um ihnen als Inspiration für ihre Predigten zu dienen. Die Stadt entschied sich aber, die Bestände öffentlich zugänglich zu machen. Zu diesem Zweck wurde nördlich des Münsters ein Gebäude errichtet, in das die Bibliothek 1520 einzog. Der erste Bibliothekskatalog stammt aus dem Jahr 1549 und umfasst 800 Titel, darunter 370 aus Kraffts Nachlass. 186 davon sind noch heute in der Bibliothek vorhanden. Der Bestand der Bibliothek wuchs stetig an, vor allem durch Schenkungen. Im 17. Jahrhundert war sie eine überregional bedeutende Bibliothek, die mehr als 22.000 Druckschriften besaß und damit besser ausgestattet war als einige der traditionsreichsten Universitätsbibliotheken, wie die der Universitäten Heidelberg und Tübingen.
1726 reichten die Räumlichkeiten der wachsenden Bibliothek nicht mehr aus, und sie zog ins Ulmer Schwörhaus. Durch einen Brand im Schwörhaus im Jahr 1785 wurde über ein Drittel der in der Stadtbibliothek aufbewahrten Werke zerstört. Von dieser Katastrophe berichtete der Schriftsteller Friedrich Nicolai. Die Bibliothek zog danach zuerst zurück in den Münsterkirchhof und 1826 in das östlich des Münsters gelegene Schuhhaus.

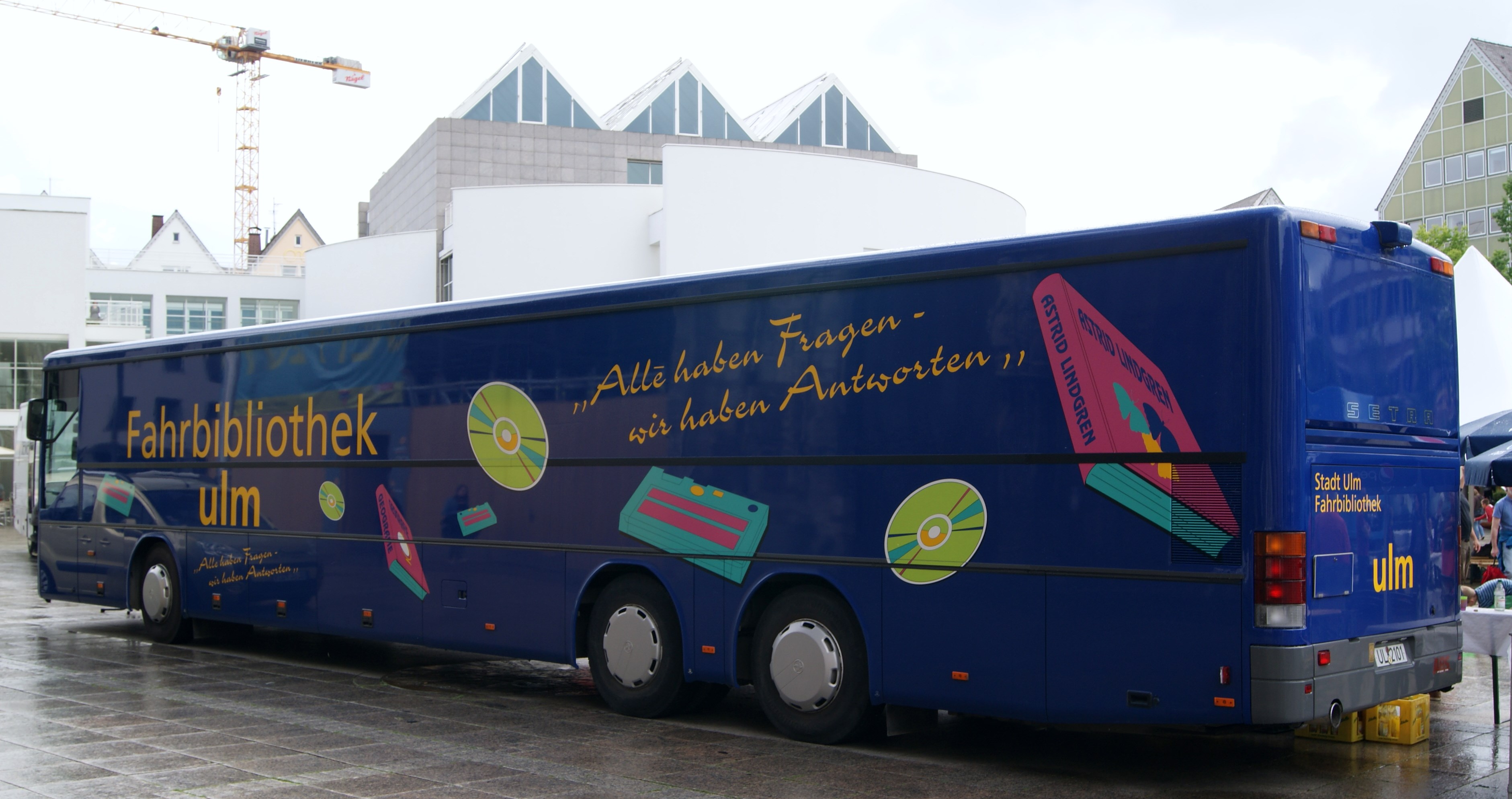
Fahrbibliothek Ulm

1896 wurde in Ulm die sogenannte Volksbücherei gegründet, die im Gegensatz zur bis dahin wissenschaftlich ausgerichteten Bibliothek Bücher für ein breiteres Publikum zu sammeln begann. 1908 bezog die Stadtbibliothek gemeinsam mit dem Stadtarchiv wieder einen eigens dafür errichteten Anbau des Ulmer Schwörhauses. Während des Zweiten Weltkriegs wurde ein Großteil des Gebäudes zerstört. Die Bücher waren um diese Zeit ausgelagert und blieben deshalb unbeschadet. Als 1954 das Schwörhaus wieder aufgebaut war, zogen Bibliothek und Archiv erneut ein.
1999 wurden beide Bibliotheken unter der Leitung des Bibliotheksdirektors Jürgen Lange zur Zentralbibliothek zusammengelegt. 2004 bezog die Zentralbibliothek ihr neu fertiggestelltes Gebäude.
Am 1. April 2016 gab ein Festakt den Auftakt für eine sechsmonatige Veranstaltungsreihe zum 500. Jubiläumsjahr der Bibliothek.

## Bestände und Nutzung
Die Zentralbibliothek Ulm übernahm aus den Beständen der 1516 gegründeten Bibliothek ca. 49.000 Titel, die vor 1800 erschienen sind, darunter ca. 60 mittelalterliche Handschriften und 620 Inkunabeln, zahlreiche Zeitschriften und Nachschlagewerke sowie einen Bestand an juristischer Literatur aus dem 16. bis 18. Jahrhundert. Seit 1999 ist sie weitgehend eine Freihandbibliothek. 180.000 Bände aus der ehemaligen wissenschaftlichen Bibliothek werden nach wie vor in einem Magazin aufbewahrt. Insgesamt umfasst der Bestand ca. 621.000 Bücher und andere Medien (Stand: 2014). Da die Bibliothek der Universität Ulm einen medizinisch-naturwissenschaftlichen Schwerpunkt hat, bedient die Stadtbibliothek für die Geisteswissenschaften ein Einzugsgebiet weit über Ulm hinaus. Mit jährlich fast 600.000 Besucherinnen und Besuchern und über einer Million Ausleihen pro Jahr (Stand: November 2015) ist sie die meistgenutzte Kulturinstitution der Stadt Ulm.

## Das heutige Gebäude

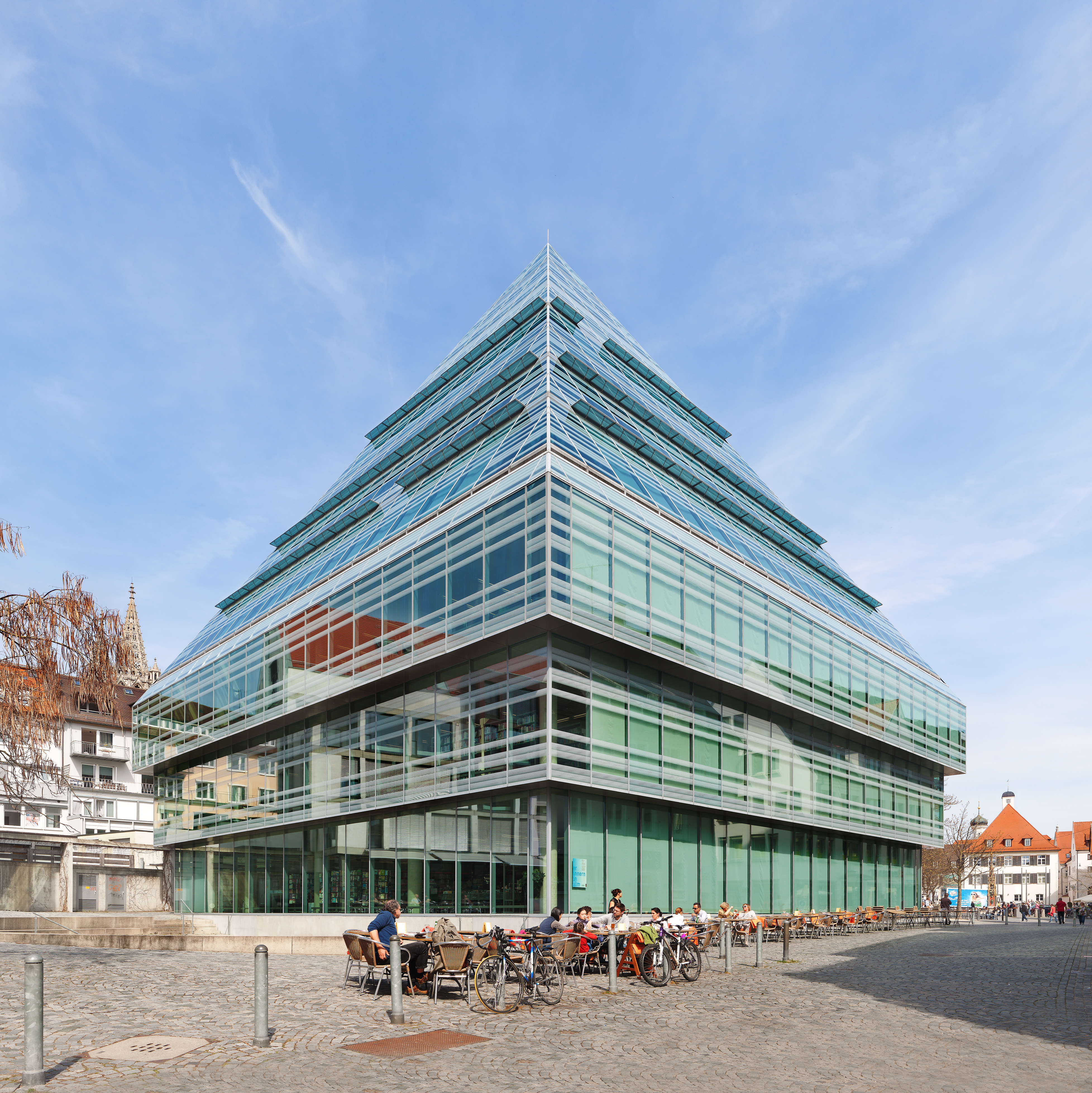
Die „gläserne Pyramide“ der Ulmer Zentralbibliothek

Das heutige Gebäude der Ulmer Zentralbibliothek wurde von Gottfried Böhm entworfen. 1998 suchte die Stadt Ulm in einem Wettbewerb einen Entwurf für den Bibliotheksneubau. Den ersten Platz belegte das Architekturbüro Minkus & Wolf. Ihr Entwurf traf in der Ulmer Bevölkerung und Medienlandschaft aber auf wenig Zustimmung. Nach öffentlichen Protesten entschied sich die Stadt schließlich für den inzwischen überarbeiteten Entwurf des ursprünglich drittplatzierten Gottfried Böhm.
Das 36 m hohe Gebäude beherbergt auf neun Geschossen die Bibliothek einschließlich der Kinderbibliothek, die Verwaltung, eine Buchbinderei, einen Veranstaltungssaal und ein Café. Ab dem zweiten Obergeschoss ist der Bau als Pyramide gestaltet. Er hat eine Grundfläche von 29 × 29 m und eine Nutzfläche von 4.600 m2. Die Bauarbeiten kosteten rund 12.700.000 €. Der Vorplatz auf der Westseite des Gebäudes ist in Form eines antiken Theaters konzipiert.